# Sportoase Schiervelde

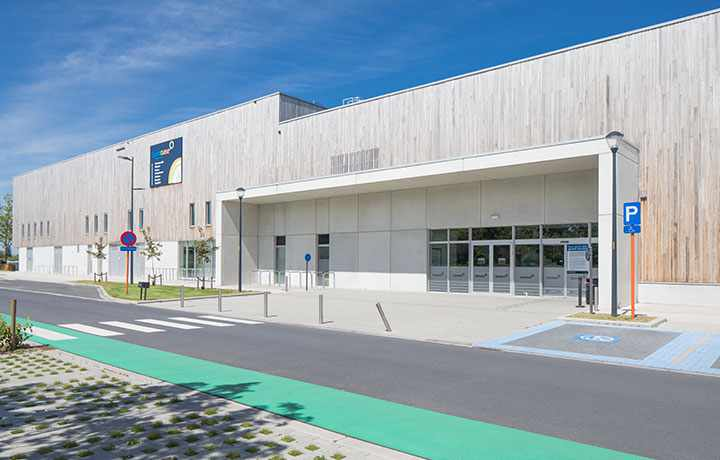
Gevel van Sportoase Schierveld

Sportoase Schiervelde is een sportcomplex van Groep Sportoase in de Belgische stad Roeselare. In dit sportcomplex kan men onder andere zwemmen, fitnessen en eten in de locale brasserie. Jaarlijks trekt dit sportcomplex zo'n 315.000 bezoekers.

## Geschiedenis

### Plannen voor nieuw zwembad Roeselare
Het vorige zwembad te Roeselare, het Spillebad, kampte reeds meerdere jaren met grote problemen. Zo vertoonde de ijzeren glijbaantrap grote roestplekken waardoor het niet langer veilig was. Bijgevolg konden de trap en de aanhangende glijbaan niet meer gebruikt worden. Ook kwamen er tegels los uit de bodem van het groot zwembad. Deze grote mankementen kwamen telkens aan het licht net voor de schoolvakanties waardoor het zwembad (net in deze drukke periodes) een lange tijd moest sluiten.
Hierdoor keek het Roeselaarse bestuur in 2015-2016 uit naar een nieuwe locatie voor een stadszwembad. De plannen voor een nieuw zwembadcomplex in de wijk Schiervelde werden op 19 september 2016 goedgekeurd door de gemeenteraad. Groep Sportoase investeerde in het complex bijna 20 miljoen euro. Stad Roeselare verleent jaarlijks anderhalf miljoen euro subsidie zodat Roeselarenaars voordeliger kunnen zwemmen.

### Opening
Op maandag 27 augustus 2018 opende Sportoase Schiervelde officieel de deuren. Er was een grote persbelangstelling voor dit nieuwe complex, doordat Frédérik Deburghgraeve aanwezig was bij de opening. Sportoase Schiervelde heeft speciaal voor dit complex een hulde gebracht aan hem door zijn internationale erelijst en zijn wereldrecord in de muur te graveren.

### Brand net na de opening
Amper een dag na de officiële opening van het sportcomplex is er een brand ontstaan in één van de sauna's bij de fitnessruimte. Deze bleek te zijn veroorzaakt door een technisch defect. Er was een heuse rookontwikkeling waardoor het fitnesscentrum een week de deuren moest sluiten maar waarbij niemand gewond raakte. Het zwembad dat zich onder de fitness bevindt kon (na enkele herstellingen) gewoon open blijven.

## Uitrusting sportcomplex
Het nieuwe zwembadcomplex bestaat uit een sportzwembad van 525 vierkante meter waarvan men het kan onderverdelen in 8 competitiebanen (of 10 gewone zwembaantjes), een recreatiebad met golfslaginstallatie, een wildwaterbaan van 60 meter, een duoglijbaan om tegen elkaar te racen (een primeur voor de Benelux), een familieglijbaan met verlichting en een peuterbad.
Naast het zwembadcomplex is er ook een welnesszone en een fitnessruimte aanwezig.